# Silverhill (Alabama)
Silverhill ist eine Town im Baldwin County im US-Bundesstaat Alabama. Silverhill ist Teil der Metropolregion Daphne–Fairhope–Foley.

## Geographie
Silverhill liegt im Süden des Baldwin County, rund fünf Kilometer westlich von Robertsdale. Die Alabama State Route 104 (Silverhill Avenue) verläuft durch das Ortszentrum und verbindet es im Osten mit Robertsdale und im Westen mit Fairhope. Das Stadtgebiet hat eine Gesamtfläche von 3,26 km², davon 3,25 km² Landfläche.

## Geschichte
Silverhill wurde 1897 von Oscar Johnson, C. O. Carlson und C. A. Valentin aus Chicago gegründet. Johnson, ein Einwanderer aus Dalarna in Schweden, gründete in Chicago die Svea Land Company, die Land in Silverhill zum Verkauf anbot. Die ersten 610 ha wurden von einer Person namens Mr. Harford gekauft. Die Ansiedlung zog zahlreiche skandinavische Einwanderer aus verschiedenen US-Bundesstaaten an und entwickelte sich zum heutigen Silverhill District.
1902 eröffnete das lokale Warenhaus People’s Supply Company, das bis in die 1980er-Jahre ein wirtschaftliches Zentrum der Stadt war.
Südwestlich von Silverhill befindet sich die Wales West Light Railway, ein Nachbau einer walisischen Gebirgsbahn.

## Bildung
Silverhill gehört zum Baldwin County Public Schools System. In der Stadt befindet sich die Silverhill Elementary School (Kindergarten bis 6. Klasse).

## Galerie

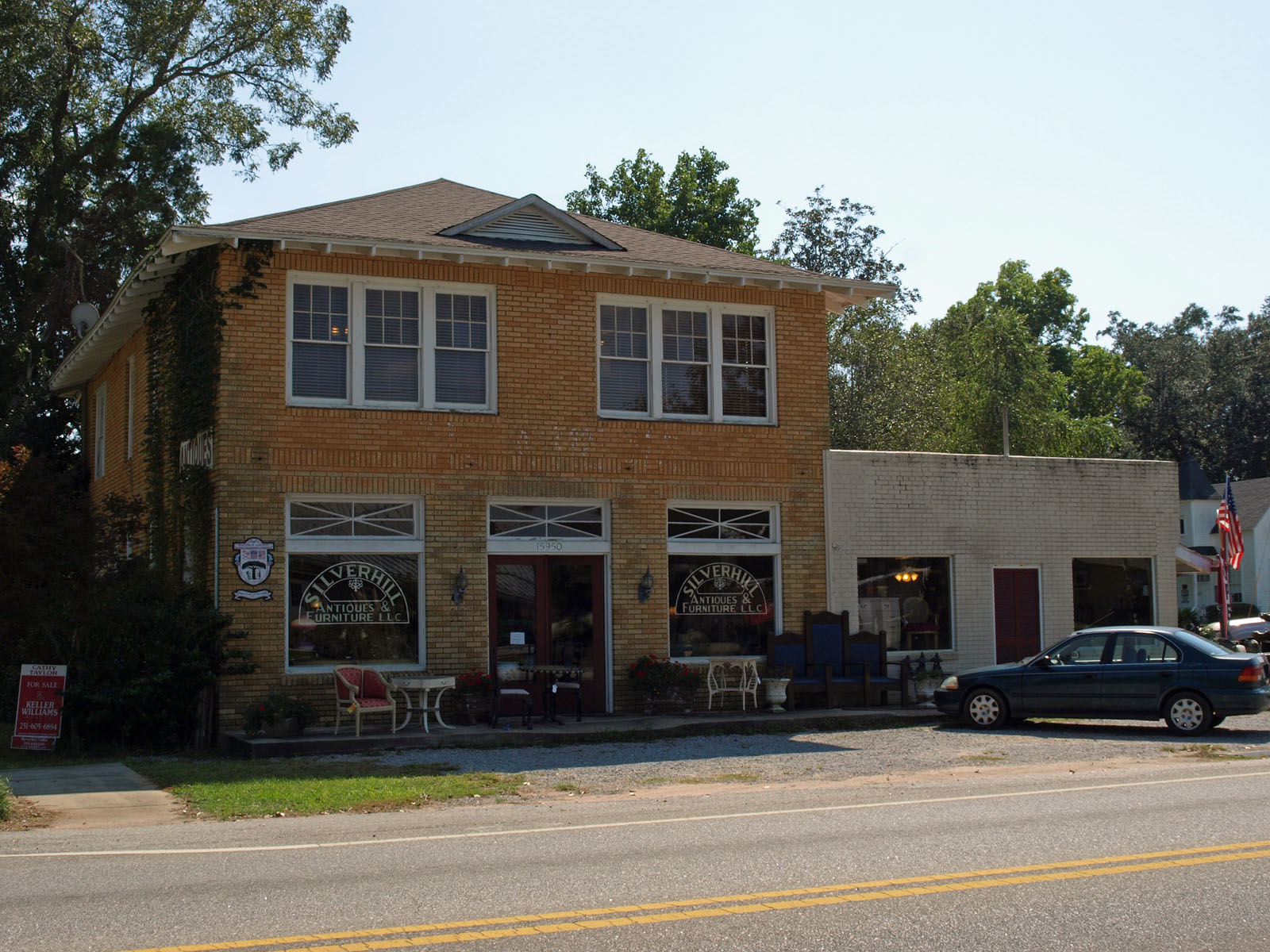
State Bank
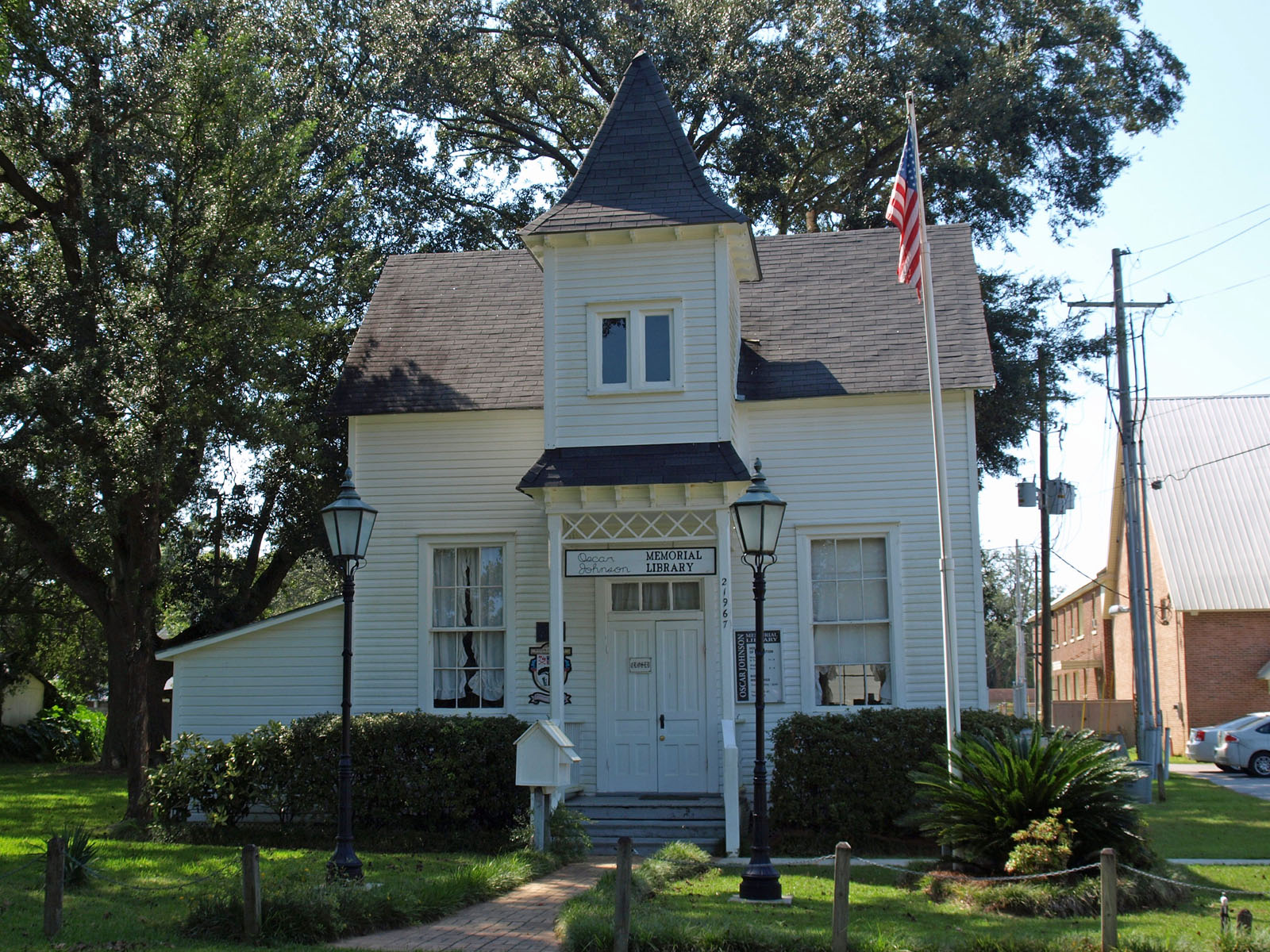
Svea Land Company
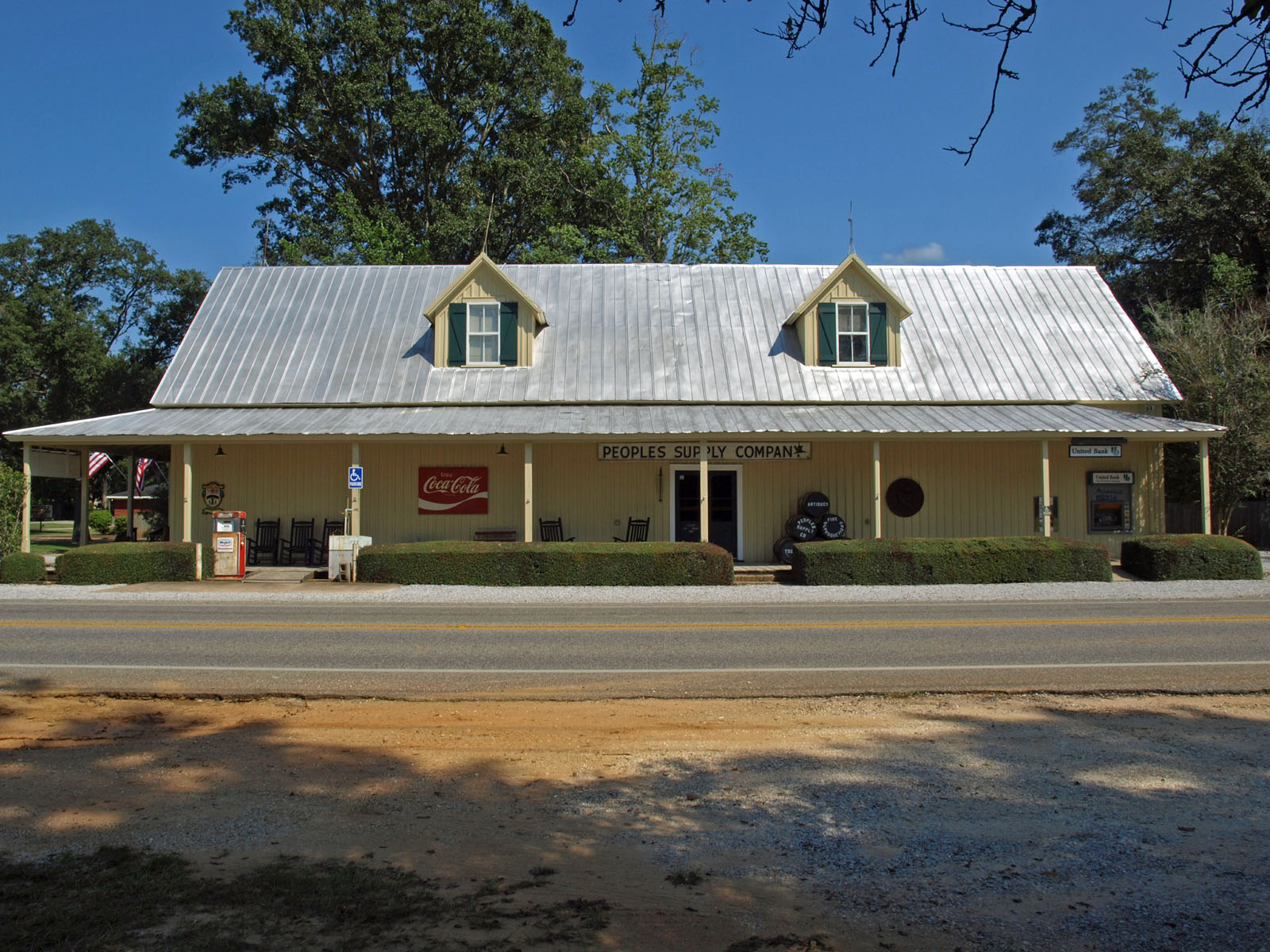
People's Supply Company